# Ricardo López
Ricardo López (født 14. januar 1975, død 12. september 1996) var en uruguayansk-født amerikansk stalker, som forsøgte at myrde den islandske sanger Björk.
López blev født i Montevideo, Uruguay, og flyttede til Lawrenceville, Georgia, med sin familie i en ung alder, hvor han begyndte at arbejde som skadedyrsbekæmper. Han havde lav selvværd, var socialt tilbagetrukket og udviklede efterhånden en besættelse af Björk i 1993. Selvom han ikke håbede på at være seksuelt intim med hende, var han særligt vred over hendes korte forhold til den engelske jungle-producer Goldie på grund af hans race. I løbet af næsten ni måneder i 1996 lavede han videodagbøger om hende og andre emner i sin lejlighed i Hollywood, Florida.
Den 12. september 1996 sendte López en brevbombe med svovlsyre, til Björks bopæl i London. Han optog en sidste videodagbog, hvor han forklarede sine motiver, og afsluttede den ved at filme sit selvmord med et skud i hovedet. Politiet i Hollywood fandt hans lig og videoerne fire dage efter hans død og kontaktede Scotland Yard, som lokaliserede bomben i et postsorterings-kontor i London. Pakken blev uskadeliggjort ved en kontrolleret sprængning, og Björk kom ikke til skade.